# Бебешко Володимир Григорович
Володи́мир Григо́рович Бебе́шко (7 лютого 1938 — 5 листопада 2021) — український педіатр-гематолог, радіопатолог, доктор медичних наук (1982), професор (1983), член-кореспондент НАМН України, лауреат Державної премії України в галузі науки і техніки (2007). Директор Наукового центру радіаційної медицини НАМН України (2001—2011).

## Життєпис
Народився 1938 року в Києві; 1960-го закінчив Київський медичний інститут. Протягом 1960—1962 років працював лікарем.
У 1962—1986 роках — молодший науковий співробітник, науковий співробітник, старший науковий співробітник, керівник дитячого гематологічного відділу Інституту гематології та переливання крові МОЗ України.
Від 1986 року — завідувач відділу гематології, від 1987-го — директор Інституту клінічної радіології, від 2000-го — в. о. генерального директора. У 2001—2011 роках — генеральний директор Наукового центру радіаційної медицини НАМН України. Також директор Центру трансплантації кісткового мозку та Центру швидкого реагування при радіаційних аваріях у складі ВООЗ.
Помер на 84-му році життя 5 листопада 2021 року.

## Наукова діяльність
Наукові дослідження здебільшого в галузі клінічної гематології — переважно дитячої — та радіаційної медицини, зокрема:
- вивчення гострих лейкозів та гіпоплазій кровотворення у дітей
- дослідження механізмів формування та розроблення методів діагностики й лікування хвороб, спричинених аварією на ЧАЕС.

Вперше в Україні сформулював концепцію відновлення гемопоетичного мікрооточення (при гемобластозах).
Лауреат Державної премії України в галузі науки і техніки (2007) — за визначення механізмів радіоіндукованих онкогематологічних та онкологічних ефектів Чорнобильської катастрофи, розробку і впровадження новітніх технологій медичного захисту постраждалих, співавтори Базика Дмитро Анатолійович, Бруслова Катерина Михайлівна, Богданова Тетяна Іванівна, Епштейн Овсій Володимирович, Омельянець Микола Іванович, Романенко Аліна Михайлівна, Тронько Микола Дмитрович.
Серед робіт:
- «Molecular factors of hematopoiesis and stem celes», 1990
- «Open problems of human Radiobiology the Post-Chernobyl», 1993 (співавтор)
- «Health consequences of the chernobyl accident (Scientific report)», 1996 (співавтор)
- «Чорнобильська атомна електростанція. Славутич: Медичні аспекти», 1996 (співавтор)
- «Про деякі особливості розподілу антигенів системи HLA у дітей з гострою лімфобластною лейкемією» 1997 (співавтор)
- «Функціональний стан тиреоїдної системи у опромінених внаслідок аварії на ЧАЕС» 1999 (співавтор)
- «Профілактика і лікування порушень кісткової тканини у дітей з гострими лейкеміями: Методичні рекомендації», 2000 (співавтор).

Автор більше 27 патентів, у співавторстві з Брусловою К. М., Гулим М. Ф., Клименком С. В., Клименком В. І., Комісаренком С. В., Чумаком А. А., Абраменко І. В., Базикою Д. А., Усатенко Ж. В. тощо.